# Zollbehörde Osttimors
Die Zollbehörde Osttimors (portugiesisch Autoridade Aduaneira, tetum Autoridade Aduaneira) ist die osttimoresische Behörde für Zollangelegenheiten. Sie ist dem Finanzministerium unterstellt.

## Hintergrund
Die Zollbehörde wurde 2017 durch das Gesetzesdekret 9/2017 eingerichtet und löste die Nationale Zolldirektion ab. Mit dem Gesetzesdekret 2/2020 wurde die neue Struktur der Behörde festgelegt, die nun seit April 2020.
Die Zollbehörde kontrolliert den Transport von Waren, Fahrzeugen, Schiffen und Flugzeugen über die Landesgrenze Osttimors. Neben der Verhinderung der Ein- und Ausfuhr illegaler oder eingeschränkter Waren nimmt die Behörde Zölle und Steuern ein, die eine wichtige Einnahmequelle für das Land darstellen. 2021 nahm die Zollbehörde 68 Millionen US-Dollar ein.
Bei der Prüfung der Einfuhren werden die Waren auf die Einhaltung nationaler Vorgaben geprüft, zum Beispiel hinsichtlich der Lebensmittelsicherheit oder bei Agrarchemikalien, Arzneimitteln und Nutztieren. Geschützt sollen mit den Kontrollen neben der Bevölkerung auch die heimische Flora und Fauna.
Zu den selbstgesteckten Aufgaben gehören die Erleichterung des Handels und Anziehung von Investitionen nach Osttimor, die Aufdeckung und Beseitigung von Korruption innerhalb des Zolls, die effizientere Gestaltung der Verfahren und den Zoll in Einklang mit internationalen Standards zu bringen.
Bei der Verbesserung der Arbeit wird die Zollbehörde unterstützt von der United States Agency for International Development (USAID), der Konferenz der Vereinten Nationen für Handel und Entwicklung (UNCTAD), der Asiatischen Entwicklungsbank (ADB) und der Deutschen Gesellschaft für Internationale Zusammenarbeit (GIZ).

## Struktur

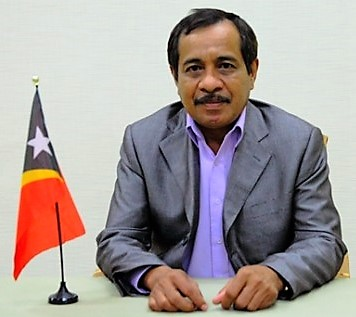
José Antonio Fatima Abílio

Behördenleiter ist Kommissar José António Fatíma Abílio.
Die Nationale Direktion für Operationen leitet alle operativen Tätigkeiten der Zollbehörde, wie zum Beispiel Kontrollen. Die Nationale Direktion für Risikomanagement identifiziert Risikosituationen, führt Untersuchungen und ist zuständig für die Verhinderung und Verfolgung von Zoll- und Steuerbetrug. Die Nationale Direktion für die Verwaltung der Einhaltung der Zollvorschriften ist für allgemeine Steuern, Zollregulierung und Verbrauchssteuern verantwortlich. Die Nationale Direktion für Verwaltung, Finanzen und Logistik ist zuständig für die Verwaltung von Ressourcen, Finanzen und Logistik.
Das Referat für Innenrevision und Berufsethik leitet Inspektionen und Audits. Es überwacht und bewertet die Organisationsstruktur, die Mitarbeiterschulung, die Verwaltung, die Einhaltung der internen Vorschriften und Anweisungen und die Umsetzung der internen Qualitätsstandards. Das Referat Recht bietet juristische Unterstützung bei der Erstellung von Rechtsdiplomen und Rechtsberatung. Das Berufungsreferat  koordiniert und leitet die Vorbereitung von Stellungnahmen, Beschwerden, Berufungen oder anderen Verfahren ähnlicher Art. Das Referat Institutionelle Beziehungen und Kommunikation ist für Zusammenarbeit und Kommunikation mit Bürgern sowie nationalen und internationalen Institutionen zuständig. Auch die Imagepflege gehört zu den Aufgaben des Referats. Das Referat Zollinformatik und Statistik entwickelt und verwaltet Computersysteme und Anwendungen zur Unterstützung der Erstellung von Statistiken. Das Referat Personalverwaltung und Ausbildung ist für das Personal einschließlich der Wege der Einstellung verantwortlich. Daneben entwickelt es Vorschläge zu politischen Leitlinien, Organisationsmanagement und Ausbildung.